# Protostega
Protostega ('primeiro telhado') é um gênero extinto de tartaruga marinha contendo uma única espécie, Protostega gigas . Seus restos fósseis foram encontrados na formação Smoky Hill Chalk do oeste do Kansas (zona Hesperornis, datada de 83,5 milhões de anos atrás ), leitos equivalentes ao tempo da Formação Mooreville Chalk do Alabama e leitos da Campânia do Rybushka Formação ( Oblast de Saratov, Rússia ). Espécimes fósseis desta espécie foram coletados pela primeira vez em 1871 e nomeados por Edward Drinker Cope em 1872. Com comprimento total de 3,9 metros (13 pé), é a segunda maior tartaruga marinha que já existiu, perdendo apenas para o gigante Archelon, e uma das três maiores tartarugas de todos os tempos, juntamente com Archelon e Gigantatypus.